# Guy Hocquenghem
Guy Hocquenghem (pronúncia em francês: [gi okɛ̃ɡɛm], 10 de dezembro de 1946 – 28 de agosto de 1988) foi um filósofo, ensaísta, romancista e militante homossexual francês.

## Biografia
Guy Hocquenghem foi aluno do tradicional Lycée Lakanal, em Sceaux. Na época, sua família morava em Châtenay-Malabry. Sua mãe era professora no Liceu Marie-Curie de Sceaux. Seu pai era matemático. Durante seus anos de liceu, foi aluno de filosofia de René Schérer, com quem manteve sua primeira relação sentimental, em 1959.
Hocquenghem ingressa na École normale supérieure em 1965, participa da ocupação da Sorbonne em maio de 1968. Ingressa no Partido Comunista Francês, do qual mais tarde seria expulso por ser homossexual. Também participa do jornal estudantil Action e, nos anos 1970, de diversos movimentos gays, no Front homosexuel d'action révolutionnaire (FHAR). Hocquenhem foi o primeiro homem gay a ser admitido na FHAR, movimento fundado em 1971 por dissidentes lésbicas do Mouvement Homophile de France. Estabelece amizade com muitos estudantes estrangeiros, sobretudo tunisianos, que participaram do movimento de emancipação dos homossexuais.
Em 10 de janeiro de 1972, publica uma longa carta no Nouvel Observateur, na qual declara publicamente ser homossexual. Assim, depois de Paul Verlaine (La Cravache parisienne, Journal Littéraire, Artistique et Financier, 29 de setembro de 1888) foi o segundo homossexual a usar a imprensa para anunciar sua orientação sexual. Sua mãe lhe responde em uma carta aberta na mesma revista, em 17 de janeiro. No mesmo ano publica Le désir homosexuel, livro-manifesto da revolução homossexual. Em 1973, contribui para a edição sob a direção de Félix Guattari, de um número da revista Recherches intitulado Trois milliards de pervers: grande encyclopédie des homosexualités.
Em 1979 colabora com o jornal Libération e, entre 1979 e 1986, é responsável pelo curso de filosofia na Université de Vincennes-Paris VIII, ao lado de René Schérer.
Escreveu e produziu o documentário Race d'Ep! Un siècle d'image de l'homosexualité sobre a história da imagem da homossexualidade no século XX. O filme foi lançado em 1979.
Hocquenghem morreu aos quarenta e um anos, em consequência de complicações advindas da AIDS. Suas cinzas são conservadas no Cemitério do Père-Lachaise.

## Carreira
Embora Hocquenghem tenha tido um impacto significativo sobre o pensamento da extrema-esquerda em França, a sua reputação não ultrapassou as fronteiras do seu país. Apenas o primeiro dos seus ensaios teóricos, Le désir homosexuel, e o seu primeiro romance, L'amour en relief, foram traduzidos para inglês e, embora Race d'Ep! tenha sido publicado nos Estados Unidos com o título The Homosexual Century, tanto os livros como o autor permaneceram virtualmente desconhecidos fora da França.
O ensaio de 1972 de Guy Hocquenghem, Le désir homosexuel, terá sido provavelmente a primeira obra de Teoria Queer. Aprofundando o trabalho teórico de Gilles Deleuze e Félix Guattari, Hocquenghem criticou os modelos generalizados na época, do desejo e psicologia sexual de Lacan e Freud. O autor também discutiu a relação entre o capitalismo e a sexualidade, as dinâmicas do desejo e os impactos políticos das identidades de grupo gay.
O prefácio de 1978 de Jeffrey Weeks à primeira edição em língua inglesa do ensaio Le désir homosexuel enquadra muito bem o ensaio de Hocquenhem nas várias teorias de subjectividade e desejo, sobretudo de origem francesa, que influenciaram o pensamento do autor.

### Movimento homossexual
Em 1971, tornou-se um dos dirigentes da Frente Homossexual de Ação Revolucionária (FHAR), movimento radical que denuncia não só a dominação sofrida pelas minorias sexuais na sociedade, mas também e sobretudo a homofobia da esquerda radical, e afirma o lugar das lutas homossexuais dentro das lutas revolucionárias. Em vários relatos (notadamente L'Amphithéâtre des morte, uma obra autobiográfica inacabada publicada postumamente em 1994), Hocquenghem insiste nos insultos e bullying que sofreu na extrema esquerda, por causa de sua homossexualidade.
Em 10 de janeiro de 1972, ele publicou um autorretrato no Le Nouvel Observateur no qual anunciava que era homossexual. Ele é assim, depois de Paul Verlaine em La Cravache parisienne: journal littéraire, artistique et financier de 29 de setembro de 1888, o segundo homossexual francês a se manifestar na imprensa e a exibir publicamente sua orientação sexual. Sua mãe respondeu por carta que pode ser lida na edição de 17 de janeiro da mesma revista. No mesmo ano publicou Le Désir homosexuel, livro-manifesto da “revolução” homossexual e considerado hoje como um dos textos fundadores da teoria queer. Em 1973, Hocquenghem coordenou, sob a direção de Félix Guattari, um número da revista Recherches intitulado “Trois milliards de pervers: grande encyclopédie des homosexualités”, o que rendeu a Guattari uma condenação judicial.
Nas eleições legislativas de 1978, Hocquenghem foi deputado de Alain Secouet, pedreiro de trinta anos, ativista e candidato sob a bandeira da Différence homosexuelle. Eles dizem “Não temos um programa, apenas pedimos a eliminação das leis discriminatórias - o que vamos conseguir. O interesse para nós é mostrar o rosto descoberto."
Hocquenghem é o autor de numerosas intervenções sobre a homossexualidade, em particular sobre a transformação, o reconhecimento social e a "normalização" da homossexualidade, normalização da qual está preocupado. Em 1979, junto com o cineasta Lionel Soukaz, escreveu uma história sobre a homossexualidade, intitulada Race d'Ep!, um filme que já foi traduzido em livro. Embora essa história da homossexualidade seja subjetiva, é um dos primeiros filmes e os primeiros livros a aparecer na França a oferecer uma história do comportamento homossexual. Hocquenghem e Soukaz voltam em particular à deportação homossexual durante a Segunda Guerra Mundial, que é então negada e que os militantes querem que seja reconhecida.

## Controvérsias sobre a placa comemorativa em 2020
A decisão do Conselho de Paris de 12 de dezembro de 2019 de afixar uma placa em homenagem a Hocquenghem na 45 rue de Plaisance, no edifício do 14º arrondissement onde morou entre 1973 e 1977, gerou polêmica no verão de 2020, a seguir as denúncias de pedocriminalidade movidas contra o escritor Gabriel Matzneff. Evoca-se então a amizade entre Guy Hocquenghem e Gabriel Matzneff, bem como a assinatura conjunta de petições criticando os métodos de repressão das relações sexuais entre adultos e menores. Além disso, esta decisão escandaliza, por causa do apoio de Christophe Girard, deputado responsável pela cultura na cidade de Paris, alvo de ambientalistas eleitos e ativistas feministas que denunciam seus vínculos com Gabriel Matzneff.
A retirada desta placa aparece nos lemas da manifestação organizada em 23 de julho de 2020 no adro do Hôtel de Ville em Paris para pedir a renúncia de Christophe Girard (isso acontecerá no mesmo dia). A placa foi finalmente retirada em 2 de setembro de 2020 pela prefeitura, após uma ação de protesto do coletivo feminista Les Grenades.
Após esta ação, Frédéric Martel afirma sobre a cultura francesa que “a prefeitura de Paris nunca deveria ter prestado homenagem” a Guy Hocquenghem, a quem descreve como “defensor ideológico da pedofilia”. Ao contrário, em blog da revista Mediapart, o pesquisador e historiador Antoine Idier, autor de uma biografia de Hocquenghem, volta a essa polêmica. O pesquisador denuncia campanha motivada por "citações truncadas" e "textos cortados", e deplora a ausência de "fatos, alegações precisas, investigação". Entrevistado pela revista Têtu, o filósofo Paul B. Preciado considera “este episódio um grande mal-entendido da nossa história política” e qualifica de “ridícula” a ação “de feministas de direita que retiraram a sua placa comemorativa”.
Em fevereiro de 2021, entrevistado pela revista Lundimatin, René Schérer, que foi seu companheiro e com quem Guy Hocquenghem co-escreveu Co-ire sobre as representações da infância, afirma que a remoção desta placa é “odiosa”. Schérer insiste no facto de Hocquenghem "ter o mérito de ter trazido para a praça pública" "um importante fenómeno social", nomeadamente "o reconhecimento da homossexualidade". René Schérer especifica ainda que Hocquenghem “não tinha absolutamente nenhuma atração, e especialmente sexual, em relação às crianças”.

## Obra
- Le désir homosexuel, 1972 (a sua primeira obra sobre teoria queer). Versão inglesa: Homosexual desire.
- L'Après-Mai des faunes, 1974 (o segundo texto sobre teoria queer)
- Co-ire, album systématique de l'enfance, 1976 (examina a sexualidade infantil sobre uma perspectiva marxista. Escrito em co-autoria com René Scherér
- Comment nous appelez-vous déjà?: ces hommes que l'on dit homosexuels, 1977 (co-autor Jean-Louis Bory)
- La Dérive homosexuelle, 1977 (o terceiro texto sobre teoria queer)
- La Beauté du métis: réflexions d'un francophobe, 1979 (analisa a xenofobia antiÁrabe francesa e a homofobia)
- Race d'Ep!: un siècle d'images de l'homosexualité, 1979 (livro que acompanha o documentário de Lionel Soukaz)
- Le Gay voyage: guide et regard homosexuels sur les grandes métropoles, 1980
- L'Amour en relief, romance, 1981 (o mais conhecido romance do autor, em que um jovem tunisino cego descobre a sociedade francesa e percebe de que forma o prazer pode servir como arma de resistência contra o totalitarismo)
- Les Petits garçons, romance, 1983
- La Colère de l'Agneau, romance, 1985 (experiência em narrativa apocalíptica e milenar, colocando S. João Baptista no centro da acção)
- Lettre ouverte à ceux qui sont passés du col Mao au Rotary, Marseille, Agone, 1986 (prefácio de Serge Halimi à reedição de 2003)
- Vienne, 1986
- L'Âme atomique: pour une esthétique d'ère nucléaire, 1986 (com René Schérer, defende uma filosofia dandi, gnóstica e epicurista, quando o autor já se encontrava doente)
- Ève, romance, 1987 (narrativa que combina o Genesis com uma descrição das alterações provocadas pelo SIDA no corpo humano)
- Les Voyages et aventures extraordinaires du frère Angelo, romance, 1988 (explora a mente de um monge italiano) que acompanha os conquistadores do Novo Mundo)
- L'amphithéâtre des morts: mémoires anticipées, 1994
- Oiseau de la nuit, novela, 1998 (baseada na novela publicada inicialmente em Comment nous appelez-vous déjà?)

## Sobre Hocquenghem
- Bill Marshall. Guy Hocquenghem, Gay Beyond Identity. Duke University Press, 1996.